# Horacio Martínez Prieto
Horacio Martínez Prieto (Bilbao, 1902 — París, 1985) fue un sindicalista español anarquista de las tendencias llamadas posibilistas, en dos ocasiones Secretario General de la CNT. Descrito por Gregorio Gallego en sus memorias como "anarquista de confianza, hábil y maniobrero", su eficiencia en el anarcosindicalismo, en especial en el País Vasco, se mantuvo más cerca de lo utópico y las "finalidades sin fin" que del activismo sin límites. Murió en París, fiel a un "exilio interior" provocado por el exilio sufrido por muchos españoles fieles a su ideario y al gobierno legítimo de la Segunda República.

## Biografía
Hijo de una sardinera de Santurce y padre anarquista que le registró con el nombre de Acracio (que el registro civil bilbaíno del barrio de Ollerías transformó en Horacio). Estudió en una escuela municipal donde su padre quiso contestar a navajazos una paliza del maestro. A pesar de ser buen estudiante no recibió beca alguna y tuvo que ponerse a trabajar. Siendo adolescente y en su condición social de maketo (castellanohablante), descartó las ideologías predominantes (nacionalistas, socialistas o carlistas) y formó un grupo libertario, "Los sin patria". Salvado del linchamiento por un grupo de nacionalistas vascos gracias a la intervención de una banda de requetés del barrio bilbaíno de Bolueta, enemigos de aquellos, tomó el hábito de llevar pistola, circunstancia que, con apenas 18 años, le llevó a la cárcel bilbaína de Larrínaga, donde entró en contacto con un amplio espectro de camaradas de muy diverso calibre. Un atentado en Altos Hornos de Vizcaya supuso para Horacio el comienzo de una larga serie de peripecias dramáticas (incluidas el ser conducido a pie, entre guardias civiles, desde Vizcaya a Sevilla y una falsa ejecución en Alicante), que acabaron con su huida-exilio en Francia, dejando a su madre, ya viuda, en Bilbao. Tras el golpe del general Primo de Rivera en 1923, intervino en la fallida toma anarquista de Vera de Bidasoa (1924), pero consiguió escapar de nuevo. 
En 1931, al ser proclamada la Segunda República Española, se afilió a la CNT —dejando de ser, según su propia definición, "anarquista puro"—; un año después, junto con otros tres invitados, visitó la URSS; a su regreso se mostró inicialmente prudente en sus opiniones pero luego publicó un folleto crítico sobre el sistema soviético. En 1934 ocupó el cargo de vicesecretario de la Central, y en 1935 sustituyó a Miguel Yoldi Beroiz en la secretaría general de la CNT. Iniciada la guerra civil, en agosto de 1936, dimitió en Valencia tras ser acusado de haber abandonado su puesto de combate, amenazado de muerte y descontento regresó al frente de Madrid. No obstante, siguió en el Comité Nacional representando a la Región Norte y como miembro de la Comisión Asesora Política (CAP), formada por figuras relevantes de la FAI y CNT. Afiliado a la FAI, fue director general de comercio bajo el ministerio de Juan López Sánchez (noviembre de 1936 - mayo de 1937) y subsecretario de Sanidad bajo Segundo Blanco González (abril de 1938 - febrero de 1939). Escribió artículos en Timón durante la guerra civil e intercedió por un partido político afiliándose finalmente a la FAI.
Perdida la guerra, ocupó el cargo fantasma de Ministro de Obras Públicas del Gobierno en el exilio presidido por José Giral (agosto de 1945 a enero de 1947); y en 1948 fue uno de los signatarios de un llamamiento —Manifiesto de 23 de enero de 1948— a la creación de un Partido Libertario. Muerto en su exilio parisino, dejó inéditos seis tomos de memorias y varios folletos sobre anarcosindicalismo, la Rusia soviética y el porvenir de la CNT.

## Obras
- Anarcosindicalismo. Cómo hacemos la Revolución (1933)
- Facetas de la URSS (Santander 1933)
- Los Problemas de la Revolución Española (1933)
- Anarquismo Relativo. Crítica de los Hechos y sugestión Revisionistas (México 1948)
- El Anarquismo Español en la Lucha Política (1946)
- Marxismo y Socialismo Libertario (1947)
- Posibilismo Libertario, Choisy-le-Roi, Imp. des Gondoles, 1966. 181 p.[6]
- Semblanza y Personalidad de Galo Díez (inédito)
- Gobierno Vasco. Algunos Antecedentes para el Libro Blanco de Euskadi-Norte CNT (inédito)